# 索邦圖書館

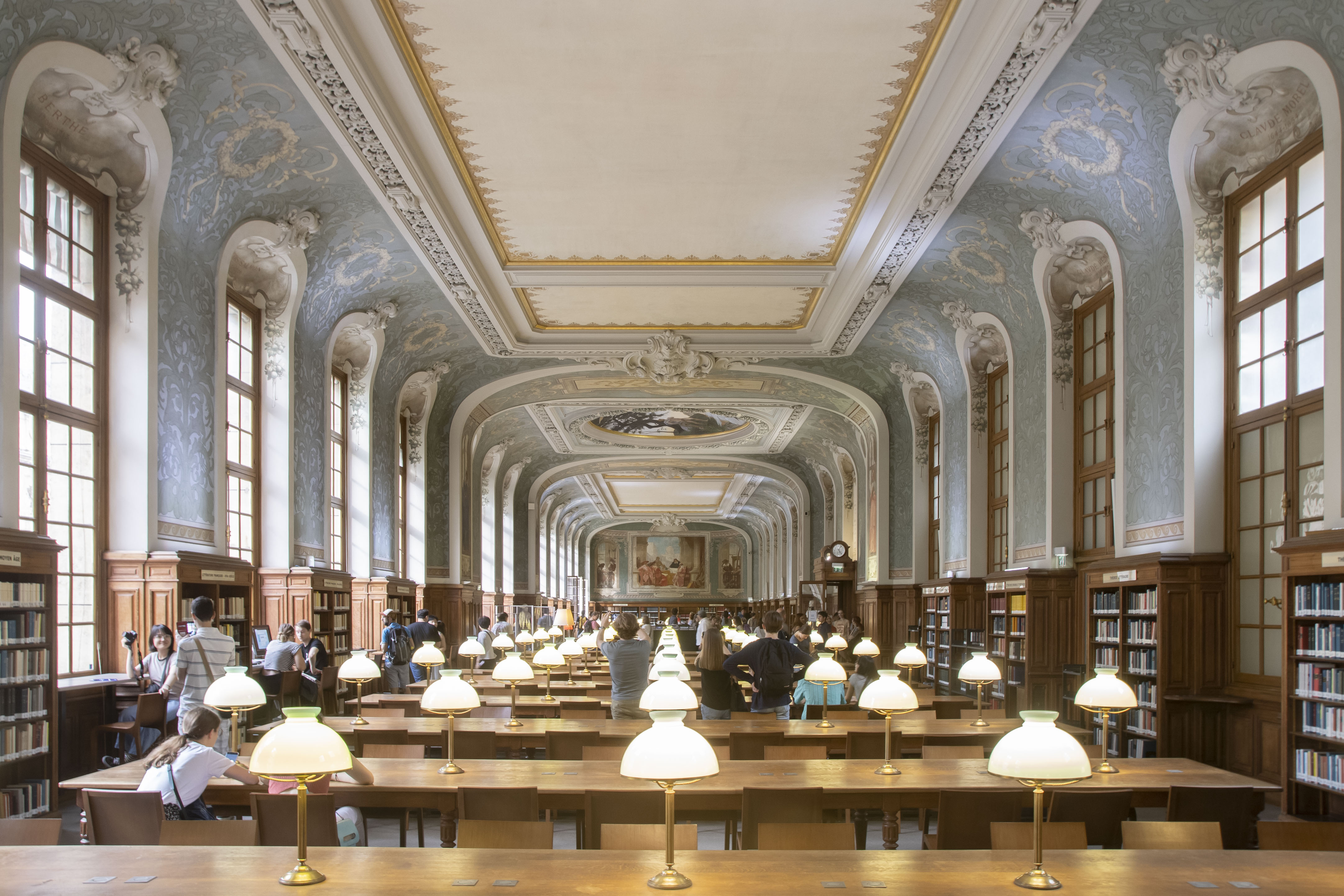

索邦圖書館 （法語：Bibliothèque interuniversitaire de la Sorbonne）是法國巴黎第一大學校際圖書館的成員之一。位於巴黎第五區拉丁區學校路47號。附屬的地理研究所圖書館位於聖雅克路191號。
索邦圖書館位於索邦神學院内，由巴黎第一大學管理。

## 外部連結
- Official website （法語）

48°50′41″N 2°20′33″E / 48.84472°N 2.34250°E